# Río Ebrón
El río Ebrón es un curso de agua del este de la península ibérica, afluente del Turia, que discurre por las provincias españolas de Teruel y Valencia, respectivamente Comunidad de Aragón y Comunidad Valenciana (España).
En la zona se le conoce como Ebrón o «río de Castiel», y así lo describe Madoz (1847) en su célebre Diccionario.

## Trayecto
El río Ebrón sigue un trayecto de noroeste (poniente) a sureste (levante), proveniente de la Serranía de Albarracín.
Nace en el término municipal de Tormón,  introduciéndose en la comarca valenciana del Rincón de Ademuz, allí atraviesa los términos municipales de Castielfabib y Torrebaja, para desembocar en el Turia por su margen derecha, en el paraje denominado «Las Ajuntas» de Torrebaja. 
Posee una longitud de cauce que alcanza los 21 km, con una extensión de cuenca de 244,9 km² y una pendiente total de 715 m, siendo su principal característica la regularidad de su cauce y abundante caudal, propiciado por las aportaciones del gran acuíferos de Albarracín, las abundantes precipitaciones medias en su cuenca, su paso por terrenos calcáreos no áridos y el poco uso que se hace de sus aguas en Aragón. Como dice el geógrafo Carles Rodrígo Alfonso, «la abundancia y regularidad del caudal han permitido un intenso aprovechamiento de sus aguas para uso agrícola incluso por los regadíos del propio valle del Turia».
Constituye, junto con el río Bohílgues, el principal afluente del Turia en la comarca del Rincón de Ademuz.

## Historia
Históricamente, el curso del río Ebrón contó con un buen número molinos harineros (uno en Tormón, dos en El Cuervo, tres en Castielfabib, dos en Los Santos y dos en Torrebaja), algunos de cuyos establecimientos se remontan al siglo XIII, como el molino de la villa de Castielfabib. Entre otras instalaciones industriales, hubo también en Castielfabib un batán y una fábrica de papel.
En sus orillas también se instaló el convento de San Guillén de Castielfabib, cuyos frailes franciscanos habitaron desde el siglo XVI hasta el XIX. Su curso, flanqueado de cultivos de regadío escalonados en bancales, es muy profundo. Ya a finales del siglo XVIII (1797) el botánico Cavanilles da noticia del problema a la hora de los riegos. Asimismo, se sorprendió del tamaño de los nogales y de los almeces que crecían en sus orillas. Respecto del río Ebrón, escribe:

«[Los de Castielfabib] procuran mejorar sus campos, y aumentar sus frutos. Consíguenlo sin dificultad en los de secano; pero en los que dependen del riego encuentran un gran obstáculo en las mismas aguas, que parecen huir y esconderse a su vista. En otro tiempo quando se fundó el Convento de San Guillermo, que está á la izquierda del rio en frente de la villa, se sabe por tradición que las aguas pasaban casi á nivel con la superficie del suelo, de modo que sin baxar gradas ni cuesta se tomaban las necesarias; pero actualmente corren 20 varas mas profundas, y cada dia se aumenta la profundidad del cauce, el qual es todo de piedra tosca desde que el rio entra en el reyno de Valencia hasta las cercanías de Torre baxa, y se extiende largo trecho por ambas riberas sin mudar de naturaleza».
Observaciones sobre la historia natural, geografía, agricultura, población y frutos del Reino de Valencia, Antonio Josef Cavanilles

Más recientemente, se instaló una de las centrales eléctricas pioneras en la comarca del Rincón de Ademuz, la denominada Central hidroeléctrica de Castielfabib y que abasteció también a Teruel, cuyos orígenes se remontan a comienzos del siglo XX, y de cuya primera fábrica quedan todavía algunos vestigios.
Las obras de La Central comenzaron durante el verano de 1913, inicialmente se construyó «un canal, en parte cubierto, utilizando la piedra de cantería del convento de San Guillermo».-

## Senderismo
Los márgenes del río Ebrón presentan una atractiva flora, especialmente en su curso medio y alto, que lo hace idóneo para realizar rutas y paseos de senderismo, catalogado como sendero botánico a su paso por la comarca Comunidad de Teruel.
Entre las poblaciones aragonesas de Tormón y El Cuervo puede disfrutarse de un sendero señalizado propiamente denominado Estrechos del Ebrón, con 11 km de recorrido, que atraviesa diversos parajes entre los que destacan la Cascada de Calicanto, inmediatamente por encima del Molino de Tormón, y el Puente Natural de Fonseca, con fácil acceso desde Tormón y desde El Cuervo.-

## Galería de imágenes

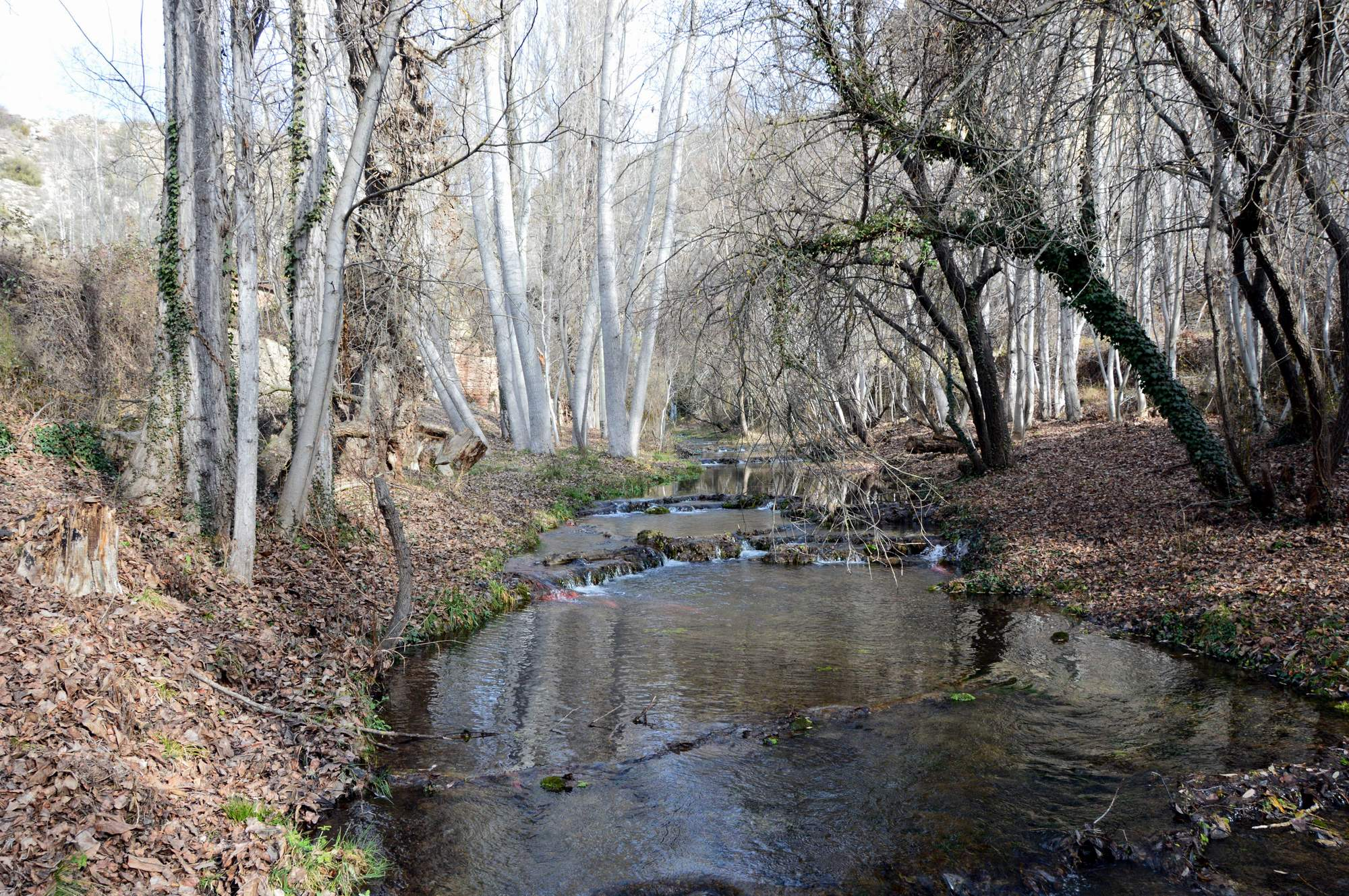
El río Ebrón en las proximidades del Molino de la Villa y la Cascada de Calicanto en Tormón (Teruel), 2017.
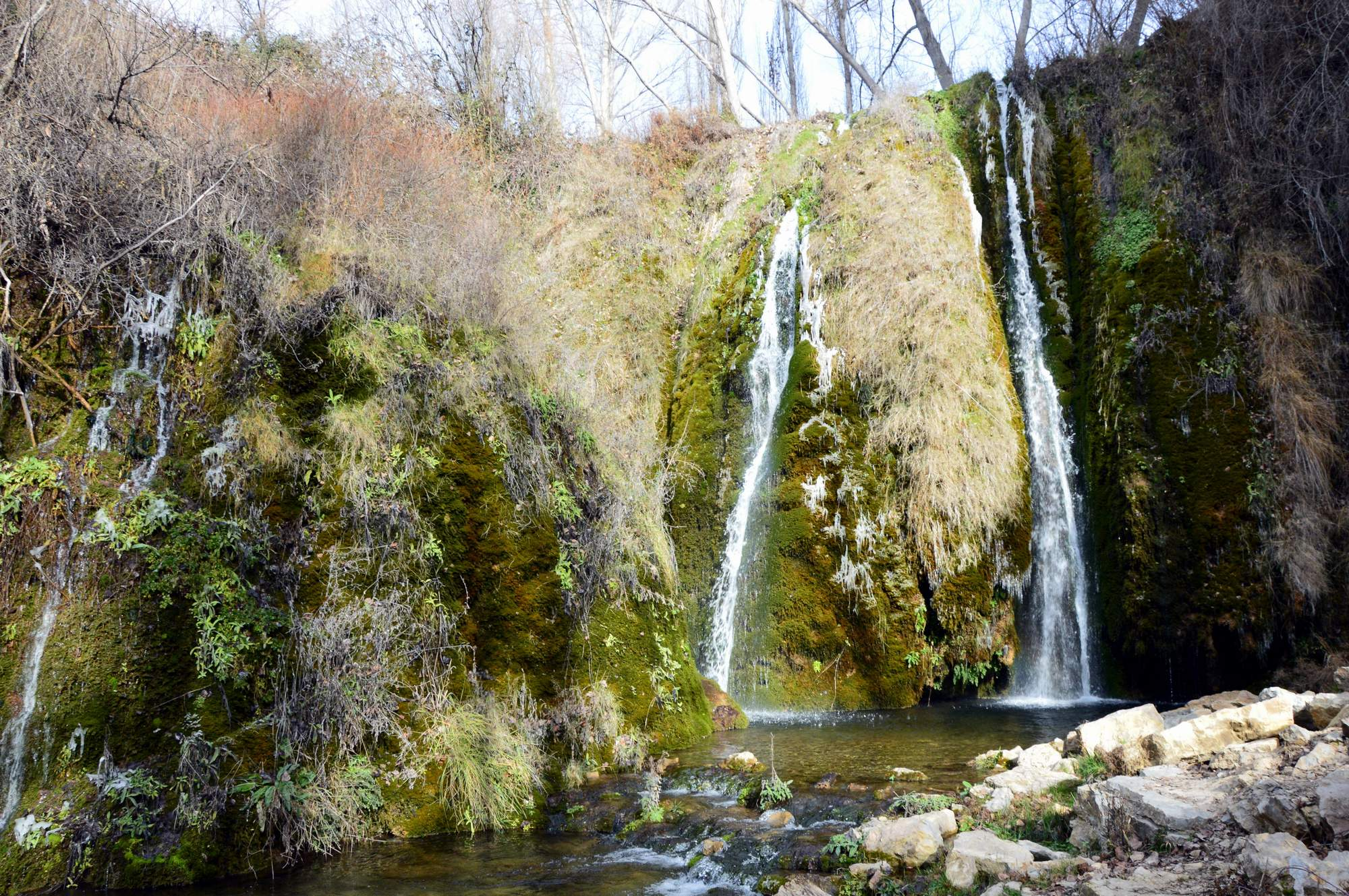
Cascada de Calicanto en Tormón (Teruel), 2017.
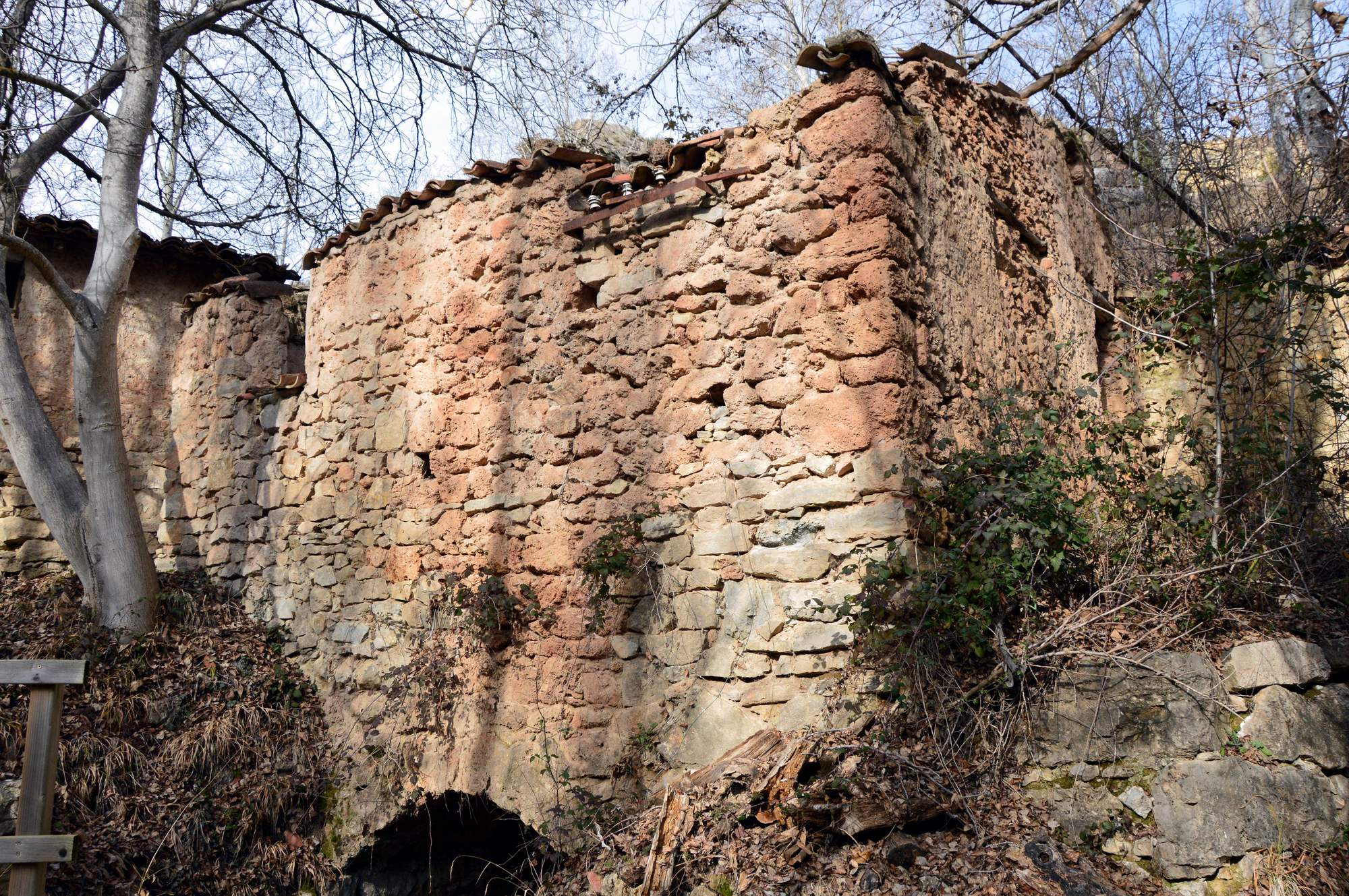
Ruinas del antiguo molino de la villa en Tormón (Teruel), 2017.
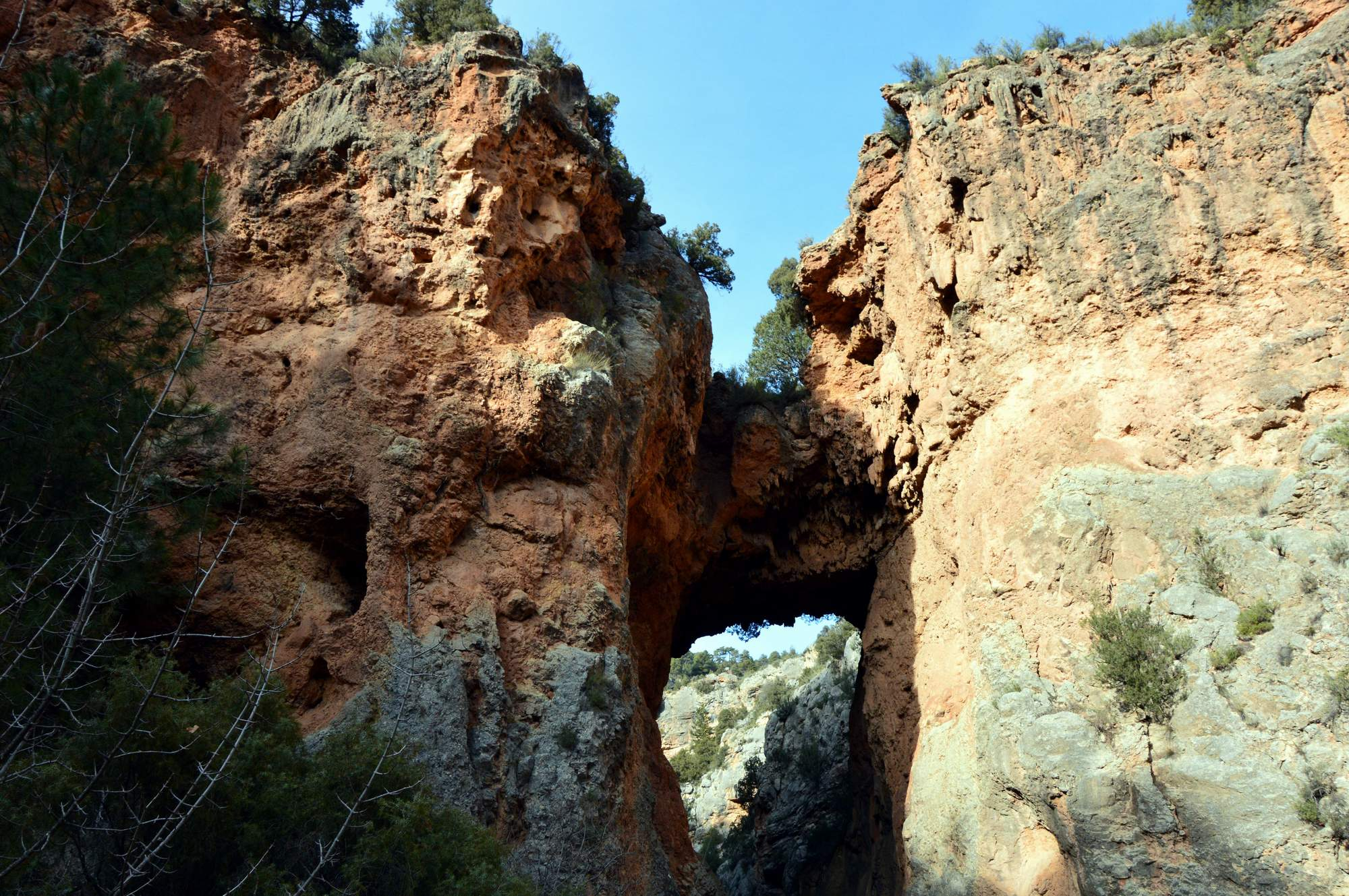
Puente Natural de Fonseca sobre el río Ebrón en Tormón (Teruel), 2017.
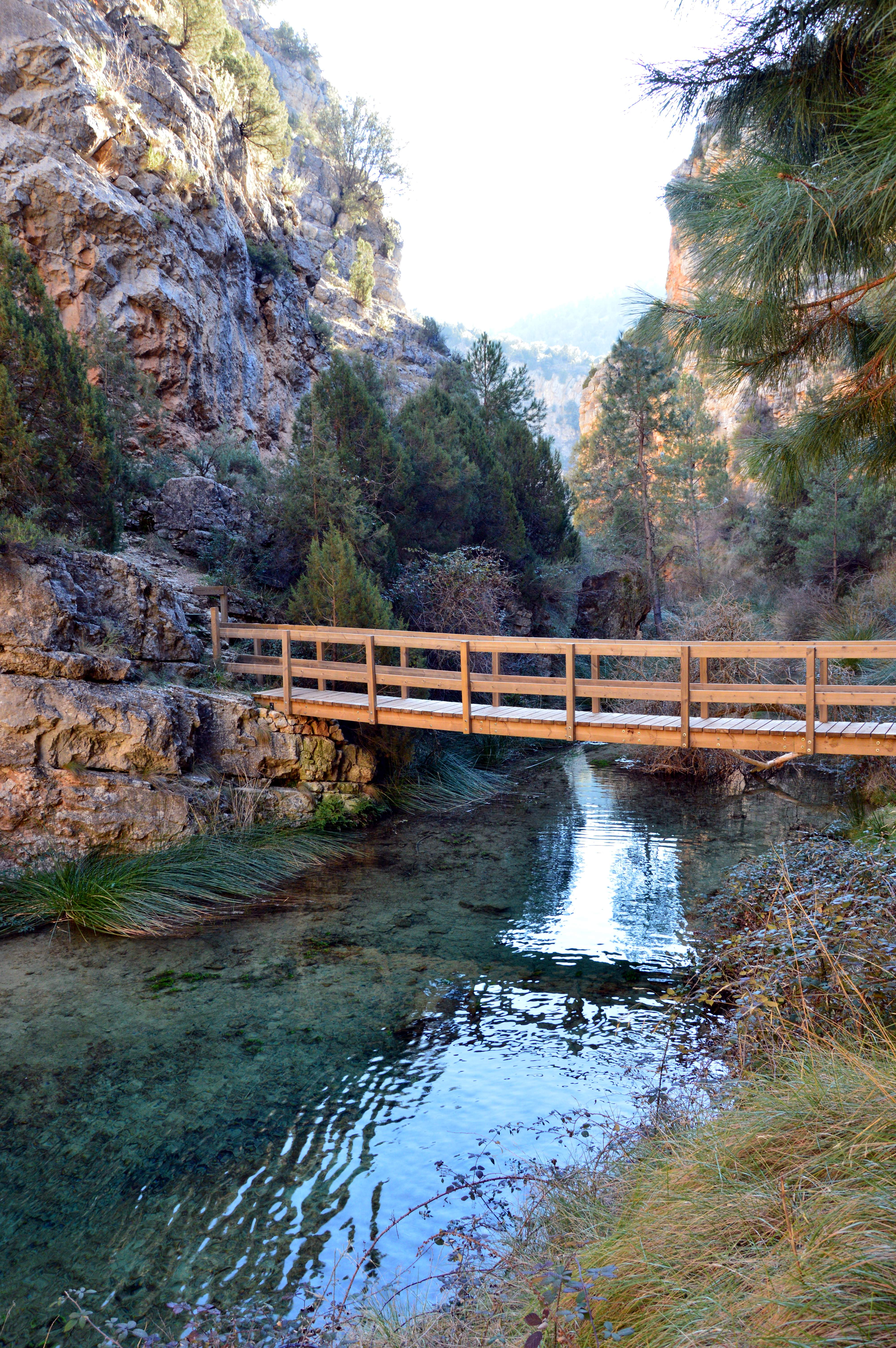
Puente de madera sobre el río Ebrón en el Cañamar, ruta de los Estrechos del Ebrón (2017).
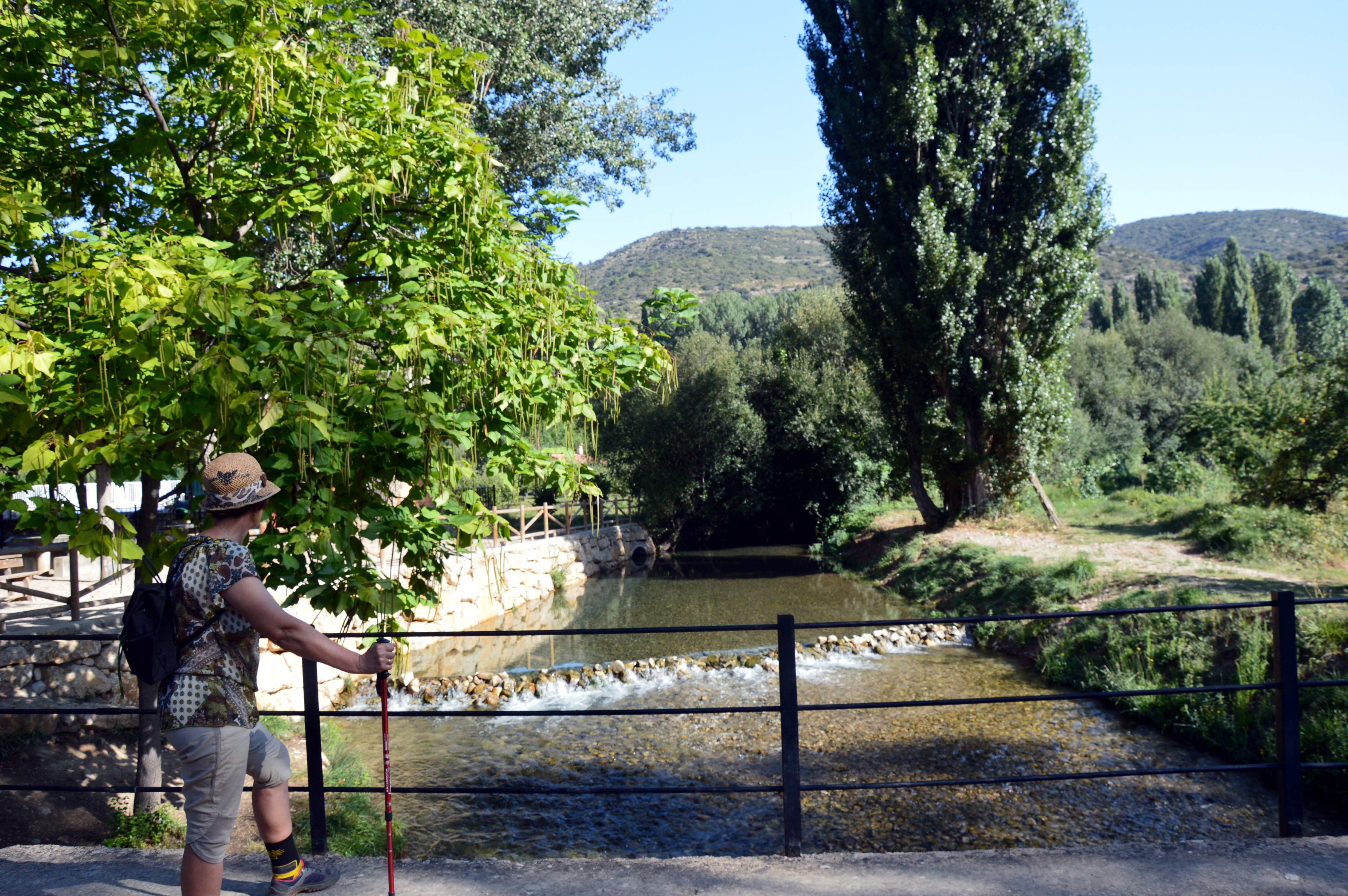
Presa del Ebrón en el Merendero de El Cuervo (Teruel), desde el Puente de Quinchuelas (2021).
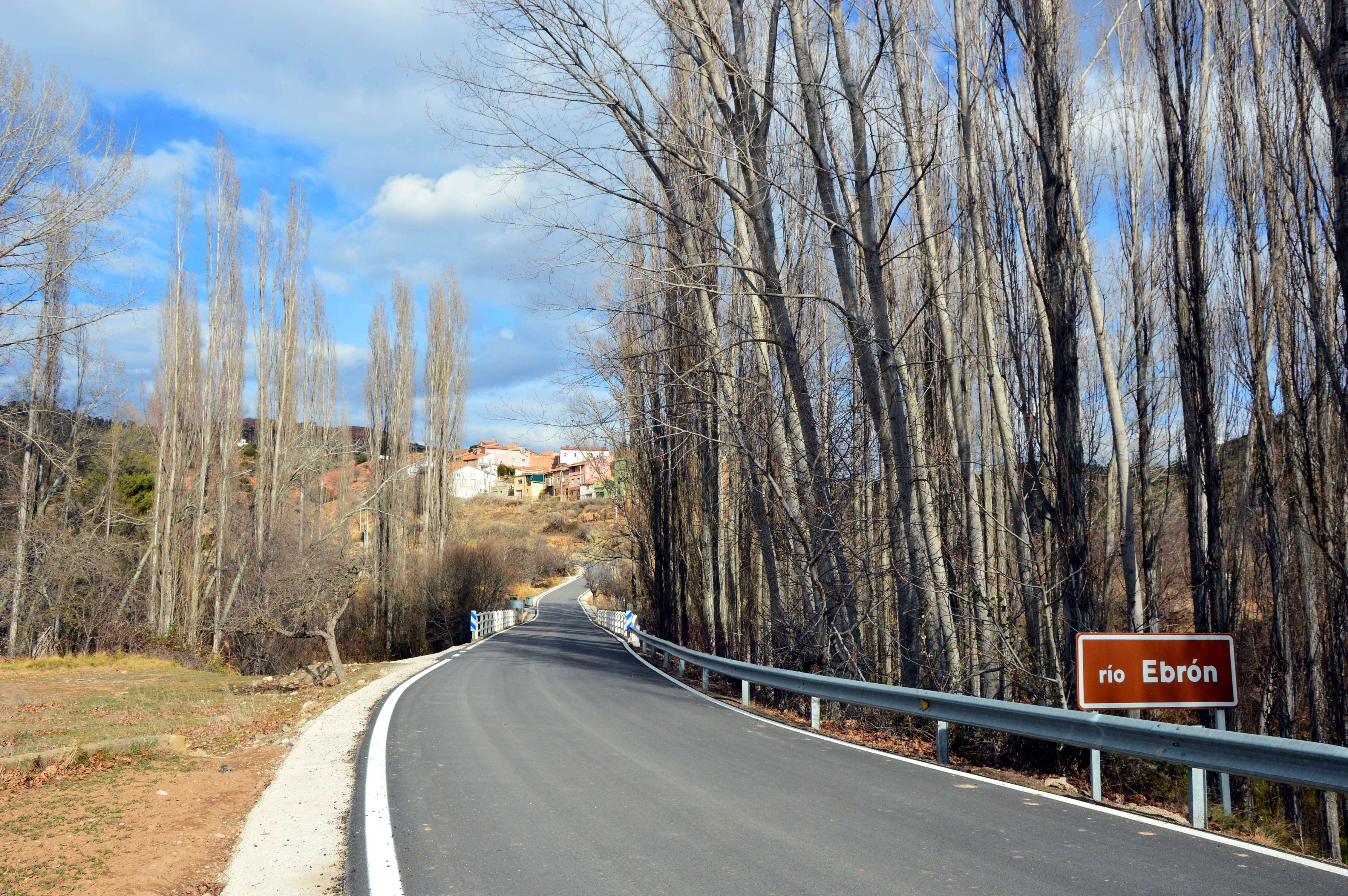
Puente sobre el río Ebrón en Cuesta del Rato (Castielfabib), 2018.
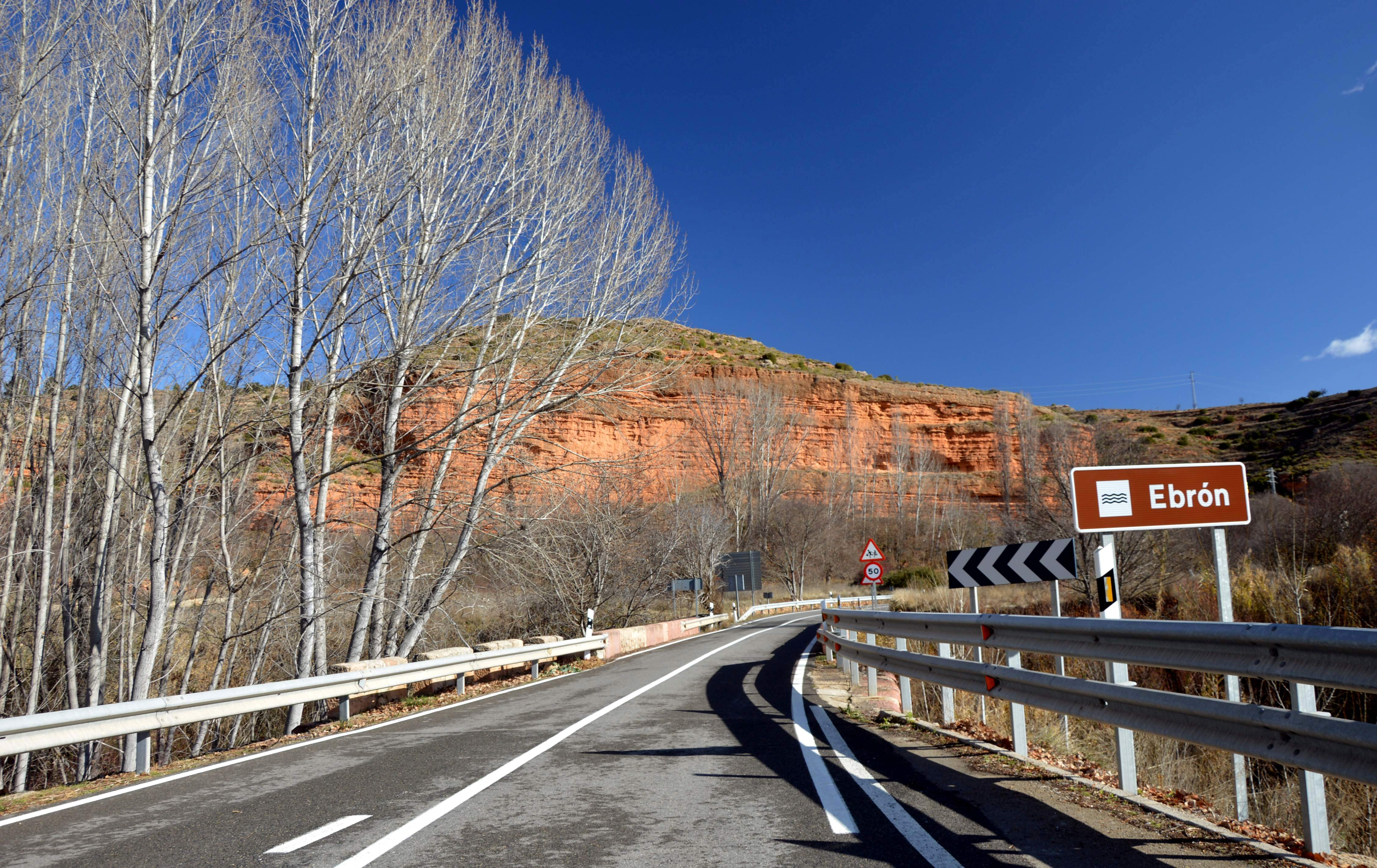
Puente sobre el río Ebrón en Los Santos (Castielfabib), punto de confluencia de las carreteras N-420 y N-330 (2020).
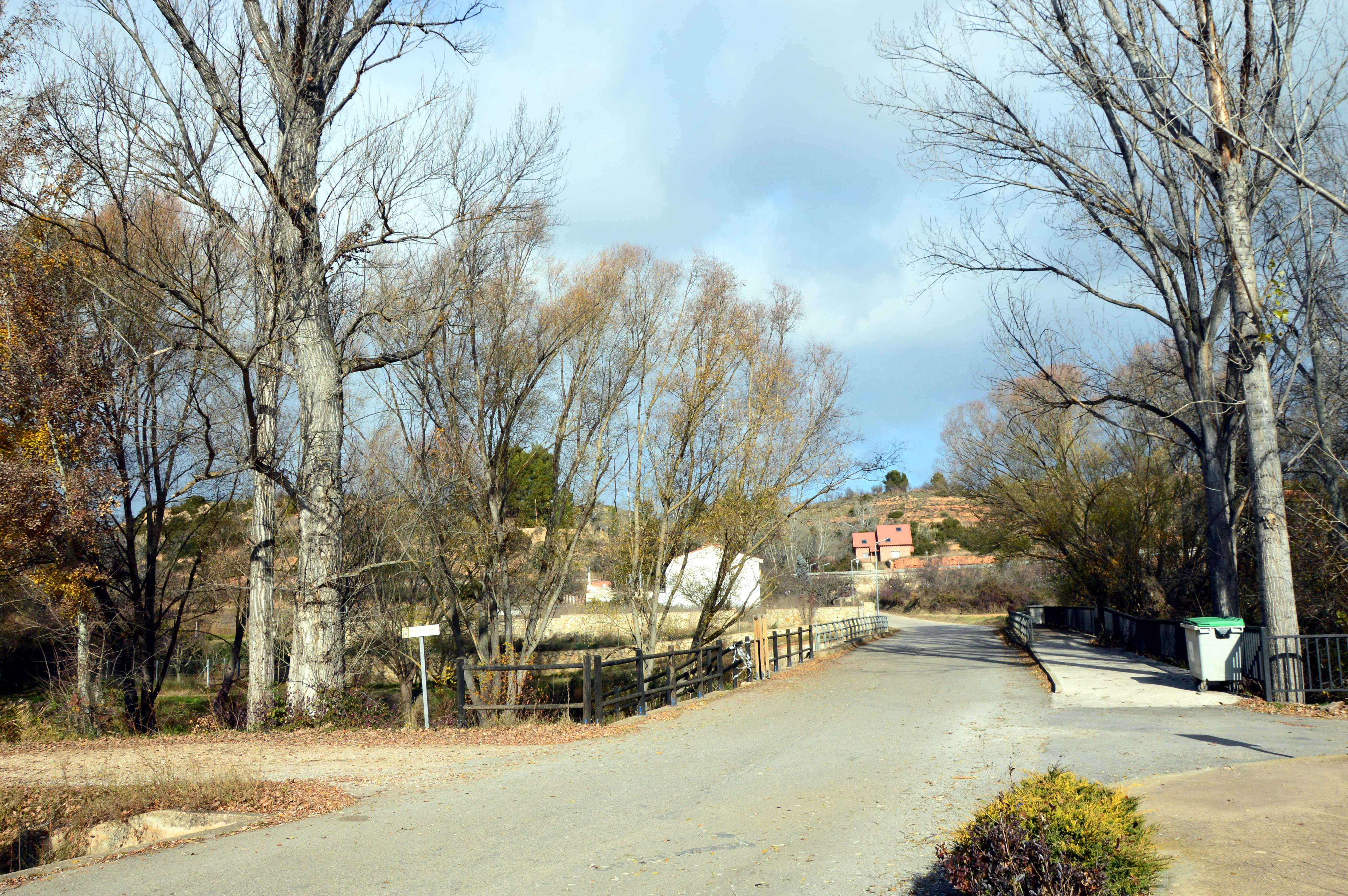
Puente sobre el río Ebrón en la Presa de Torrebaja (Valencia), 2021.
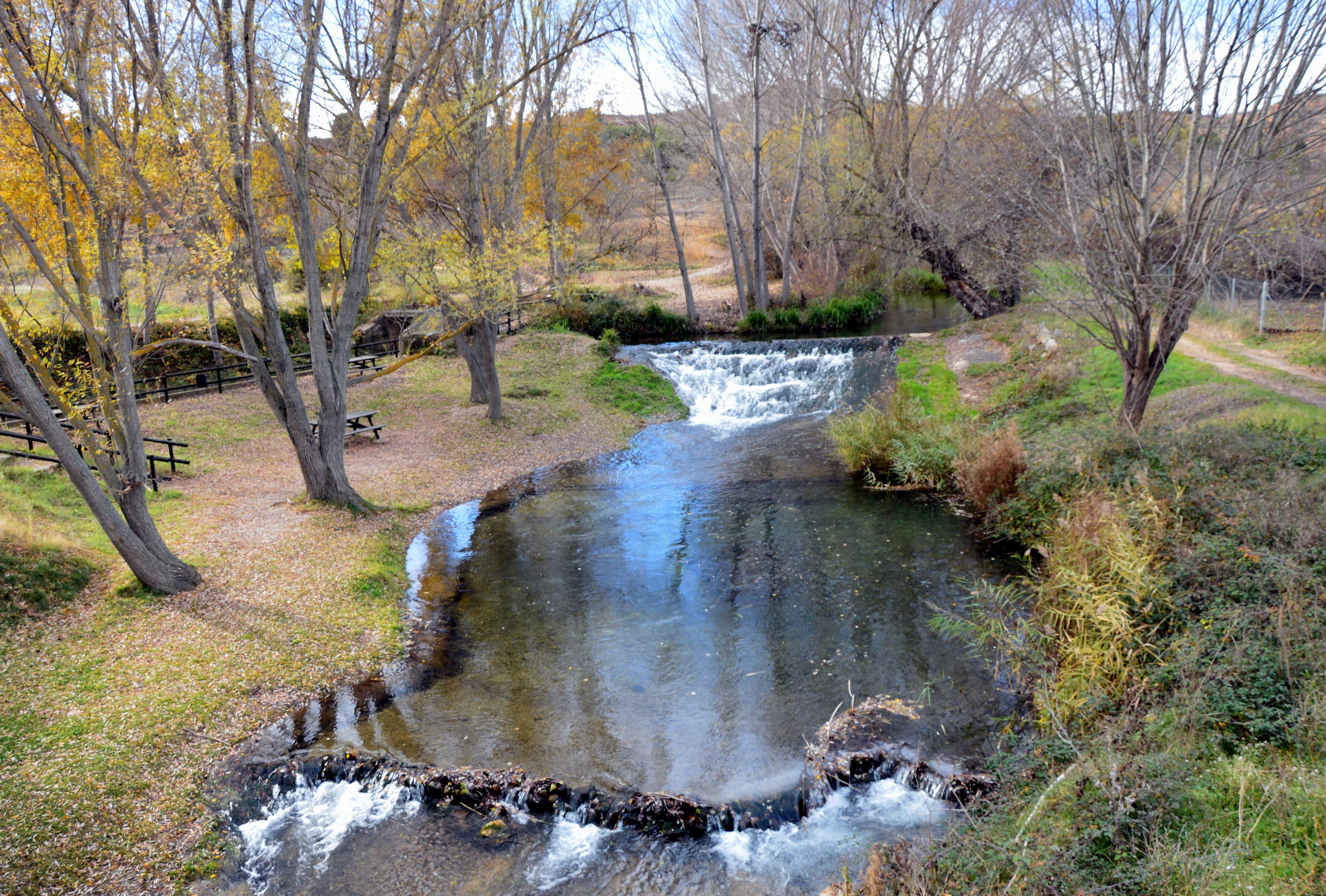
Panorámica de la Presa del Ebrón en Torrebaja (Valencia), con detalle del área de recreo en la margen derecha (2021).
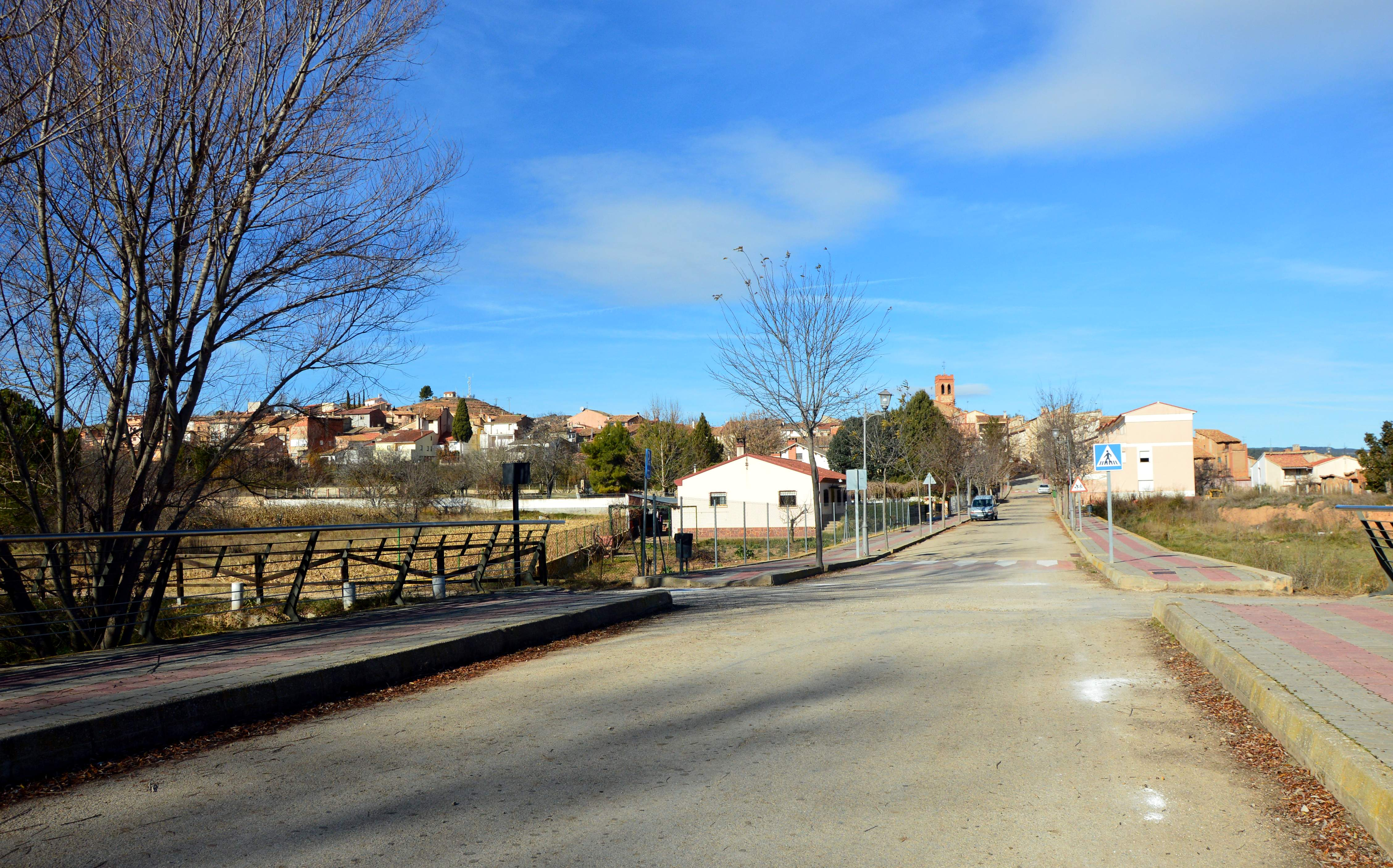
Paisaje urbano en Torrebaja (Valencia), detalle del puente sobre el río Ebrón en la avenida de la Diputación, con el caserío al fondo (2021).
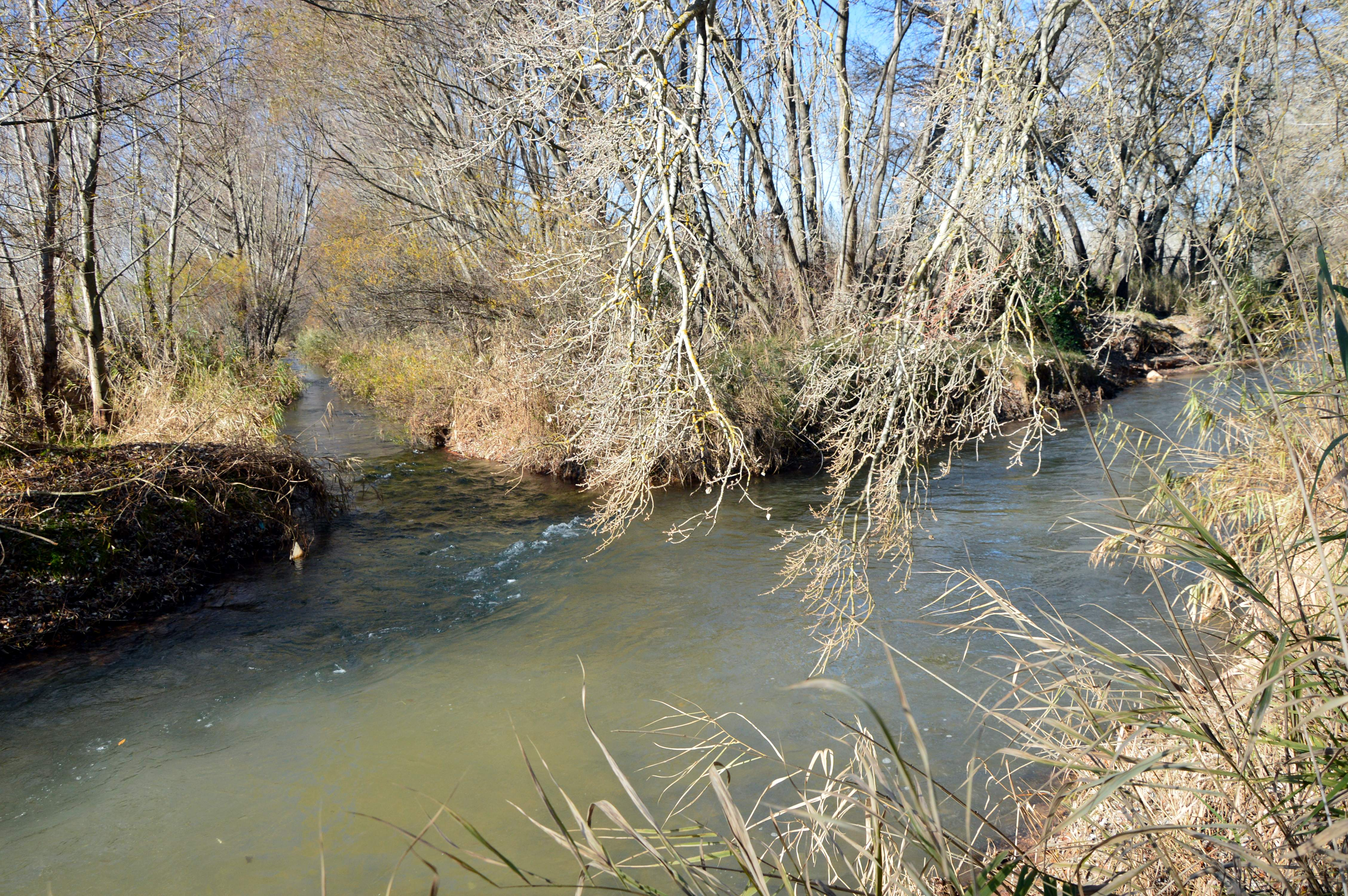
Detalle de Las Ajuntas en Torrebaja (Valencia), donde el río Ebrón rinde sus aguas al Turia (2021).
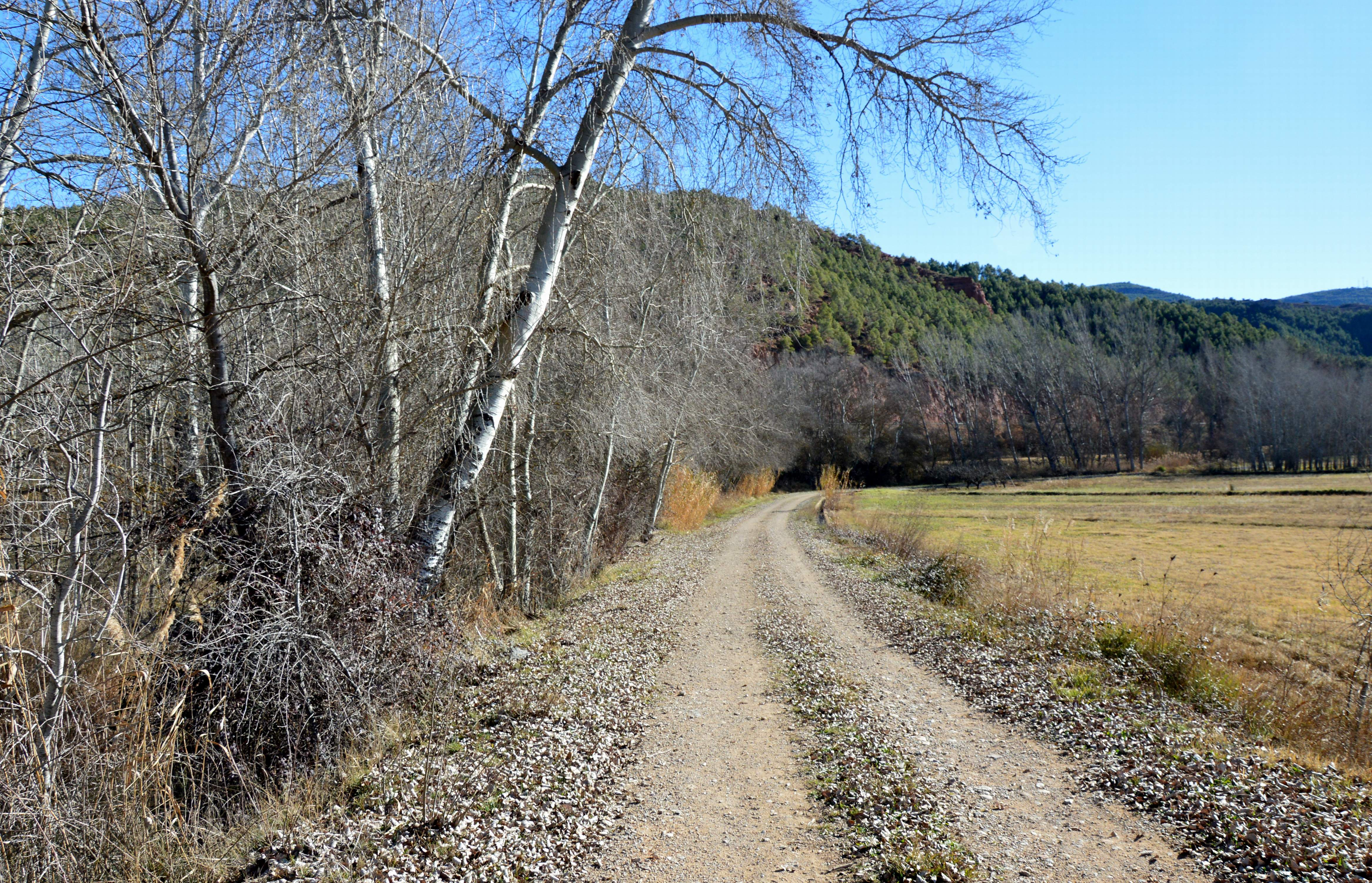
Camino en la ribera derecha del Turia, paraje de Torrebaja (Valencia) donde el río Ebrón rinde sus aguas al Turia (2021).